# Sikkelmos
Sikkelmos (Drepanocladus) is een geslacht van mossen behoren tot de pluisdraadmosfamilie. Het omvat meestal krachtig ontwikkelde moeras- en watermossen, die zowel in een terrestrische als in een aquatische vorm kunnen voorkomen. De individuele soorten kunnen vegetatief sterk variëren en zijn vaak vertakt.

## Kenmerken
De bladeren dragen altijd een lange bladnerf, die bij sommige soorten ook verdubbeld kan zijn. Alleen D. fluitans vormt een korte nerf. Ook zijn de bladeren recht tot cirkelvormig gekromd, altijd zonder plooien en sikkelvormig, waardoor bij de watervormen vaker afwijkingen kunnen optreden. De bladeren zijn recht tot cirkelvormig en hebben een dicht prosenchymaal netwerk van bladcellen, waarbij de bladvleugelcellen goed ontwikkeld zijn, maar bij sommige soorten kunnen ze afwezig zijn. Drepanocladus heeft een dubbele peristoom en een licht hellende sporenkapsel.

## Verspreiding
De soorten van het geslacht komen voor in de gematigde en koele gebieden van zowel het noordelijk als het zuidelijk halfrond en in de bergen van de tropen en subtropen.

## Soorten (selectie)
Er zijn 13 soorten in Europa:
- Drepanocladus aduncus (Moerassikkelmos)
- Drepanocladus exannulatus
- Drepanocladus fallaciosus (Klein goudzompmos)
- Drepanocladus fluitans
  - Drepanocladus fluitans var. jeanbernatii (Veensikkelmos)
- Drepanocladus kneiffii (Krom zompmos)
- Drepanocladus lycopodioides
- Drepanocladus polygamus (Goudsikkelmos)
  - Drepanocladus polygamus var. polygamus (Groot goudzompmos)
- Drepanocladus polycarpus
- Drepanocladus pseudostramineus
- Drepanocladus revolvens
- Drepanocladus sendtneri (Gekruld sikkelmos)
- Drepanocladus simplicissimus (Zacht zompmos)
- Drepanocladus sordidus (Sikkelzompmos)